# Pardosa kalpiensis
Pardosa kalpiensis là một loài nhện trong họ Lycosidae.
Loài này thuộc chi Pardosa. Pardosa kalpiensis được Pawan U. Gajbe miêu tả năm 2004.